# Gorna Koznitsa
Gorna Koznitsa (bulgariska: Горна Козница) är ett distrikt i Bulgarien.   Det ligger i kommunen Obsjtina Bobovdol och regionen Kjustendil, i den västra delen av landet, 50 km sydväst om huvudstaden Sofia.
Omgivningarna runt Gorna Koznitsa är en mosaik av jordbruksmark och naturlig växtlighet. Runt Gorna Koznitsa är det ganska glesbefolkat, med 21 invånare per kvadratkilometer.